# Quargnento
Quargnento – miejscowość i gmina we Włoszech, w regionie Piemont, w prowincji Alessandria.
Według danych na styczeń 2010 gminę zamieszkiwało 1398 osób przy gęstości zaludnienia 38,6 os./1 km².